# Счётные слова в севернокитайском языке
Счётное сло́во (кит. трад. 量詞, упр. 量词, пиньинь liàngcí, палл. лянцы) — особое служебное слово в севернокитайском языке, которое произошло от единиц измерения. В лингвистической литературе по синологии счётные слова также могут называться классификаторами или нумеративами.
Счётные слова существуют также в других китайских языках, в японском (японские счётные суффиксы) и корейском.
Счётные слова делятся на именные (物量词 wùliàngcí) и глагольные (动量词 dòngliàngcí).

## Именные счётные слова
В каждом языке существует необходимость обозначения дискретных предметов в связи с указанием их количества . В севернокитайском языке для этого используются специальные счётные слова. Счётные слова происходят от существительных, каждое из которых используется более или менее определенным кругом слов, поэтому их еще называют классификаторами, имея в виду, что они формируют соответственные классы слов.
Именные счётные слова ставятся перед существительными и указывают, к какому классу относится существительное. Сам же класс определяется в зависимости от признака предмета, который обозначает данное существительное.
Именные счётные слова используются только тогда, когда существительные употребляются с числительными или местоимениями.
В общей сложности в севернокитайском языке насчитывается более ста именных счётных слов.
Именные счётные слова можно разделить на следующие категории:
- мерные (напр.: 寸 cùn)
- неопределенного счёта (напр.: 些 xiē)
- сложные, состоящие из нескольких простых счётных слов (напр.: 架次 jiàcì)
- универсальные (напр.: 个 gè)
- метонимические (напр.: 碗 wǎn)
- коллективной множественности (напр.: 对 duì)

### Почему появились классификаторы?
В классическом китайском языке не было счётных слов. Существует несколько разных объяснений причин их появления, в частности, необходимость придать определённую категоризацию существительным, хотя это и не является первоосновой их появления.
Скорее всего, основная причина их появления состоит в следующем:
1. В условиях неразвитости категории числа счётные слова играют роль выражения штучности или единичности предметов. В севернокитайском языке структуры, состоящие из существительного с относящимся к нему числительным и классификатором, имеют одинаковый порядок компонентов. На первом месте стоит числительное, за которым следует классификатор и существительное. Например: 两条鱼 (liǎng tiáo yú) —  две рыбы .
2. Кроме указания на штучность и единичность, классификаторы играют важную субстантивирующую роль (дают возможность другим частям речи переходить в разряд существительных). Известно, что в древнекитайском языке числительные могли использоваться просубстантивно. Затем они утратили эту способность и не исключено, что именно классификаторы стали придавать им субстантивный характер, что облегчало их связь с существительными.
3. Имея субстантивирующую роль, счётные слова обеспечивают референциальное отношение того или иного числительного (или указательного местоимения) к определённому существительному, вне зависимости от того, названо само существительное или нет.

В отсутствие числительного классификатор, который употребляется с существительным, делает его легче узнаваемым в языке. Этим самым и выделяется особенная функция китайских классификаторов, которые выступают как своего рода показателями существительных.
Если обратиться к материалам древнекитайского языка, считается, что тогда счётные слова могли использоваться с существительными без числительных. Поэтому кроме передачи значения единичности и штучности классификаторы играют выделяющую роль, что напоминает роль артиклей в английском языке.
Соединение числительного и счётного слова в севернокитайском языке называется счётным комплексом и ни один из его элементов не может употребляться самостоятельно, в функции отдельного члена предложения. Другими словами, счётный комплекс в синтаксическом смысле является нераздельной конструкцией.
Известный китайский лингвист Ван Ли представил свою классификацию счётных слов, назвав их счётными существительными. Он разделяет слова на природные, которые используются для обычного поштучного счёта предметов (напр. 个 gè, 件 jiàn, 条 tiáo, 张 zhāng, 匹 pǐ), и внешние, которые включают и единицы измерения (丈 zhàng, 尺 chǐ, 里 lǐ, 斤 jīn), а также сборные существительные (班 bān, 群 qún).

### Счётные слова существительных в функции классификаторов
Выбор счётного слова не может быть произвольным и зависит не от желания говорящего, а от того, к какой семантической группе принадлежит существительное, а также от конкретных признаков предмета (объем, форма, состояние, и тому подобное, включая живые и неживые предметы), обозначенного конкретным существительным.
Теперь посмотрим на какие разряды распределяются существительные, которые не являются единицами меры, а обслуживаются ими.
По значению и грамматически они также не представляют собой единого целого, а распадаются на два разряда:
1. разряд «вещество» 
  - 水 shuǐ — вода
  - 肉 ròu  — мясо
  - 纸 zhǐ  — бумага
2. разряд «не вещество»
  - 人 rén  — человек
  - 山 shān  — гора
  - 希望 xīwàng  — надежда
  - 问题 wèntí  — вопрос

«Вещества» не допускают возможности индивидуального подсчёта, «не вещества» — допускают. Первые обслуживаются единицами меры, вторые обслуживаются или счётными словами, если речь ведется о совокупности предметов, или же суффиксами-классификаторами, если речь идет о подсчёте отдельных предметов.
Существительные, которые входят в разряд «не вещества», то есть те, которые допускают попредметный подсчёт, в свою очередь распределяются на специальные лексико-грамматические категории, так называемые «классы».
В основе этой классификации лежит распределение предметов внешнего мира по тому или иному чувственному признаку, той или иной внешней формой предмета или же по определенной связи между предметами.
Грамматическое распределение существительных по классам проявляется, как известно, в том, что при счёте предметов или при указывании на них, числительное (или указательное местоимение) оформляется определенным суффиксом-классификатором, специфическим для определенной смысловой категории существительных.
Классификаторы, использующиеся при подсчёте существительных, обозначающих людей: 
- 名 míng — имя,
- 位 wèi — личность, должность,
- 个 gè — штука.

Выбор того или иного классификатора зависит от субъективного эмоционально-оценочного отношения к тому, о ком ведется речь. Сравните следующие примеры: 
- 他看自己好像看一位神人。 tā kàn zìjĭ hǎo xiàng kàn yí wèi shénrén — Он смотрел на себя как на святого.
- 这位老师教我们汉语。 zhè wèi lǎoshī jiāo wǒmen hànyǔ — Этот учитель учит нас китайскому.

Классификатор 位 wèi — личность — вместе с существительным 老师 lǎoshī — учитель (или в другом примере с существительным 神人 shénrén — святой, мудрый) выражает уважительное отношение говорящего к данной особе:
- 我有两个朋友。 wǒ yòu liǎng gè péngyǒu — У меня есть два друга.

Классификатор 个 gè — штука — с существительным 朋友 péngyǒu — друг выражает нейтральное отношение:
- 一名外国人到我们的城市来了。 yìmíng wàiguórén dào wǒmen de chéngshì láile — Иностранец прибыл в наш город.

Счётное слово 名 míng — имя — с существительным 外国人 wàiguórén — иностранец — придает сообщению оттенок официальности. Указывая на двоих людей, можно использовать сборное счётное слово 对 duì — пара:
- 邻居是对姓杨的小夫妇。 línjū  shì duìxìng yángde xiǎofūfù — Нашими соседями были супруги по фамилии Ян.

#### Характеристика часто употребляемых классификаторов
Подгруппа плоских предметов используется с классификатором 张 zhāng, этимологическое значение которого — лист: 
- 三张桌子 sānzhāng zhuōzi — три стола,
- 一张戏票  yìzhāng xìpiào — один билет в театр,
- 一张空盘 yìzhāng kōngpán — одна пустая тарелка,
- 一张方脸 yìzhāng fāngliǎn — одно квадратное лицо.

Подгруппа удлинённых предметов используется с классификаторами 条 tiáo — полоска, 支 zhī — ветка:
- 四支钢笔 sìzhī gāngbǐ — четыре ручки,
- 两条河 liǎngtiáo hé — две реки,
- 五条鱼 wǔtiáo yú — пять рыб,
- 一条绳子 — yìtiáo shéngzi одна верёвка,
- 一条腿 yìtiáo tuǐ — одна нога,
- 一条命 yìtiáo mìng — одна жизнь.

Подгруппа существительных, имеющих рукоятку или спинку, используются с классификатором 把 bǎ — ручка, рукоятка:
- 两把刀 liǎngbǎ dāo — два ножа,
- 四把椅子 sìbǎ yǐzi — четыре стула,
- 三把尺子 sānbǎ chǐzi — три линейки,
- 一把锁 yìbǎ suǒ — один замок,
- 两把扇子 liǎngbǎ shànzi — два веера,
- 三把茶壶 sānbǎ cháhū — три чайничка.

Подгруппа существительных, имеющих плетение или переплёт, используются с классификатором 本 běn — корень:
- 三本书 sānběn shū — три книги,
- 两本杂志 liǎngběn zázhì — два журнала.

Подгруппа существительных, не имеющих правильной формы, обслуживается классификатором 块 kuài — кусок: 
- 两块肉 liǎngkuài ròu — два куска мяса,
- 一块手表 yíkuài shǒubiǎo — одни наручные часы.

Перечисленные классификаторы являются наиболее частотными. Кроме них с существительными, которые обозначают предметы, используются много специальных счётных слов, например: с существительными со сборным значением — 双 shuāng — пара, 套 tào — комплект :
- 两双鞋 liǎngshuāng xié — две пары туфель,
- 一套制服 yītào zhìfú  — один форменный костюм,
- 一套新住宅 yítào xīn zhùzhái  — одна новая квартира;

с существительными, обозначающими животных, — 只 zhī: 
- 两只猫 — liǎngzhī māo два кота,
- 一只蝴蝶 yìzhī dié — одна бабочка;

для подсчёта скота — 匹 pǐ — голова: 
- 三匹马 sānpǐ mǎ — три коня,
- 六匹骆驼 liùpǐ luòtuo — шесть верблюдов;

для подсчёта разных видов транспорта — 辆 liàng: 
- 三辆汽车 sānliàng qìchē — три автомобиля,
- 一辆自行车 yíliàng zìxíngchē — один велосипед;

Существительные, обозначающие письменное сообщение, используются с классификатором 封 fēng — конверт, печать: 
- 两封信 liǎngfēng xìn — два письма;

для подсчёта цветов используется классификатор 朵 duǒ — соцветие: 
- 几朵花 jǐduǒ huā — несколько цветков.

Классификаторы для существительных, которые обозначают абстрактные понятия и природные явления, которые часто нельзя ни подсчитать, ни измерять, в севернокитайском языке соединяются с числительными. Классификаторами для них выступают морфема 种 zhǒng — вид, сорт, род, а также слова 顿 dùn — приём, порыв или 阵 zhèn — порыв: 
- 一种实话 yìzhǒng shíhuà досл. одна правда,
- 一阵雨 yízhèn yǔ — один дождь,
- 一阵心酸 yízhèn xīnsuān — одна грусть,
- 一顿骂 yídùn mà — один поток брани,
- 一顿打 yídùn dǎ — один поток ударов,
- 吃一顿饭 chī yídùn fàn — поесть (букв. — съесть один приём еды).

Однако достаточно часто одно и то же существительное может обслуживаться разными классификаторами. Всё зависит от того, какие именно признаки требуется выделить в предмете, отражаемым существительным. Одно и то же существительное может входить в разные классы в зависимости от того, какой предмет оно обозначает. Так, говорится
- 一辆车 yíliàng chē — одна тележка,

но используя для этого же существительного другое счётное слово (把 bǎ — ручка), мы получим совершенно другой перевод:
- 一把车 yìbǎ chē — одна тачка;

Ещё один пример того как счётное слово может изменить перевод одного и того же существительного - это модификация слова 手巾 сначала 块 (кусок):
- 一块手巾 yíkuài shǒujīn — носовой платок,

а потом модификация этого же слова уже другим счётным словом 条 (полоска):
- 一条手巾 yìtiáo shǒujīn — полотенце.

В других случаях содержание существительного остается без изменений, но изменяется критерий классификации. Так, слово 桥 qiáo — мост, который рассматривается как средство соединения, — подводится под категорию длинных предметов и получает классификатор 条 tiáo (ветка)；
- 一条桥 yìtiáo qiáo — "один мост" здесь рассматривается с геометрической точки зрения, как полоска, на манер полоски реки на карте местности: 一条河 yìtiáo hé — одна река;

однако то же слово 桥 qiáo — мост, которое рассматривается как сооружение, — подводится под категорию недвижимых предметов, занимающих большую площадь, и получает классификатор 座 zuò (место). 
- 一座桥 yízuò qiáo — "один мост" здесь рассматривается как некое строение, на манер завода: 一座工厂 yízuò gōngchǎng — один завод.

В севернокитайском языке есть и классификатор с обобщенным значением: 个 gè — штука, что используют во время подсчёта как людей, так и предметов, и явлений природы. Его можно подставить на место любого счётного слова:
- 有一个大缺点 yǒu yíge dàquēdiǎn — иметь один большой недостаток,
- 两个学生 liǎngge xuésheng — два ученика,
- 三个杯子 sānge bēizi — три стакана.

Есть и другие счётные слова с обобщенным значением, которые используются не так широко, как классификатор 个 gè. К ним относятся, например, слова 件 jiàn — штука, которое используется при подсчёте предметов, одежды и дел:
- 我有一件事 wǒ yǒu yíjiàn shì — у меня есть одно дело,
- 他买了三件东西 tā mǎile sānjiàn dōngxi — он купил три вещи

и 只 zhī, которое используется при подсчёте животных или частей тела 
- 两只兔子 liǎngzhī tùzi — два зайца,
- 一只耳朵 yìzhī ěrduo — одно ухо,
- 三只眼睛 sānzhī yǎnjing — три глаза.

#### Употребление некоторых существительных без счётных слов
Среди существительных в севернокитайском языке есть и такие, к которым числительные присоединяются непосредственно без счётных слов. Это в основном существительные, которые обозначают единицы измерения (времени, веса, объема, и тому подобное).
两天 liǎng tiān — два дня, (第二天 dì'èrtiān); 一年 yì nián — один год； 一课 yí kè — урок； 一页 yíyè — страница； 一行 yì xíng — один ряд; 五里 wǔ lǐ — пять ли (2,5 километра)； 二尺 èr chǐ — два сантиметра； 一对 yíduì — пара.
Некоторые существительные допускают двоякое соединение с числительными — со счётным словом и без него, при этом может выражаться разное значение. Расхождение это особенно чётко проявляется в тех случаях, когда материально то же слово используется то в своей основной, предметной функции, то как единица измерения. Например, при существительном 年级 niánjí (курс), числительное без счётного слова, передает порядковое значение, со счётным словом — количественное значение: 一个年级 yíge niánjí — один курс； 一年级 yì niánjí — первый курс.
Много существительных (единицы измерения) используются в качестве счётных слов при других существительных: 一斤 yì jīn — 500 граммов, 一斤肉 yìjīn ròu — 500 граммов мяса.
Стоит обратить внимание на разную грамматическую функцию некоторых существительных — единиц измерения и существительных, которые соотносят с ними по значению, — названий предметов: 一个杯子 yìge bēizi один стакан, 一杯水 yìbēi shuǐ стакан воды； 两个瓶子 liǎngge píngzi две бутылки, 两瓶牛奶 liǎngpíng niúnǎi две бутылки молока； 三个盘子 sānge pánzi три тарелки, 三盘汤 sānpán tāng три тарелки супа; 一个小时 yíge xiǎoshí один час, 一小时时间 yìxiǎoshí shíjiān период (отрезок) времени.

## Глагольные счётные слова
В севернокитайском языке не только существительные, но и глаголы, могут иметь при себе счётные слова, которые (в соединении с числительными) показывают, сколько раз происходит определенное действие, подчеркивают интенсивность того или другого явления.
Количество специальных счётных слов глаголов невелико, в основном наиболее часто употребляемыми являются такие слова: 次 cì, 下 xià, 回 huí, 顿 dùn, 阵 zhèn, 场 cháng, 趟 tàng, 遍 biàn, 番 fān…
Специальные счётные слова обычно не являются лишь словами, которые выражают действие или изменение, кроме этого они еще включают широкие лексические значения, которые определяются контекстом.
Глагольные счётные слова ставятся после глаголов и указывают на частоту совершения действия.
Глагольные счётные слова можно разделить на две категории:
- обозначающие кратность (напр.: 下儿 xiàr)
- метонимические (напр.: 眼 yǎn)

### Классификация счётных слов глаголов и их значения
Варианты употребления счётных слов глаголов.
次 cì — универсальное и наиболее часто употребляемое. Выражает количество повторяемости действия, обычно употребляется для измерения мгновенных действий, что не имеют продолжительности во времени, а так же используется в повторяемых действиях. Например: 
- 这个问题我们讨论了两次. zhège wèntí wǒmen tǎolùnle liǎngcì — Этот вопрос мы обговорили дважды.

下 xià выражает частотность повторения действия, которое длится определённое время. Употребляется с кратковременными действиями  打 dǎ «бить, стучать», 敲 qiāo «стучать в двери», 摇 yáo «трясти», 想 xiǎng «думать», 玩 wán «играть», 讨论 tǎolùn «обговаривать»:
- 他摇了几下头。 tā yáole jīxià tóu — Он несколько раз покачал головой.
- 他敲了门一下。 tā qiāole mén yīxià — Он постучал в двери.

回 huí так же как и 次 cì выражает повторяемость действия, но по сравнению с ним имеет более глубокую окраску: （看 kàn «смотреть», 送 sòng «провожать»） — 
- 你的家我去过三回。 nǐde jiā wǒ qùguò sānhuí - Я ходил к тебе домой три раза. (Я трижды ходил к тебе).
- 这件事他问过我两回, 我没告诉他。 zhè jiànshì tā wènguò wǒ liǎnghuí, wǒ méigàosu tā - Он дважды (два раза) спрашивал меня об этом, но я не сказал ему.

回 huí также может выступать счётным словом существительного 事情 shìqing: 
- 这是怎么一回事? zhè shì zěnme yīhuíshì — В чём дело?

顿 dùn видимо этимологически происходит от 屯 (вздутие, почки деревьев) + 頁 (голова, группа людей) и обозначает шишку на голове (полученную либо вследствие низких поклонов, либо вследствие драки). 顿 используется со словами обозначающими еду 吃饭 chīfàn «есть» и со словами как-то связанными с конфликтами: 斥责 chìzé «обвинять», 打骂 dǎmà «ругать» и так далее:  
- 我每天吃三顿饭。 wǒ měitiān chī sāndùn fàn- Я ем трижды (три раза) в день.

阵 zhèn выражает короткий отрезок времени, обычно используется с внезапными сравнительно короткими событиями:  
- 下了一阵雨。 xiàle yīzhèn yǔ — Ударил дождь.
- 一阵刮风。 guāfēng — Дуновение ветра.
- 一阵笑声。— Приступ смеха.
- 他觉得身上一阵冷, 一阵热。 tā juéde shēnshang yīzhèn lěng, yīzhèn rè — Он чувствует то дуновение холода, то приступ жары.

场 chǎng указывает на действия, которые требуют пространства или сцены для осуществления. Используется с такими словами как 电影 diànyǐng «фильм», 歌舞 gēwǔ «выступление», 戏剧 xìjù «представление» и др. (下(雨) xiàyǔ «идет дождь», 打(球) dǎqiú «играть в мяч»): 
- 明天在电影院演出一场电影。 míngtiān zài diànyǐngyuàn yǎnchū yīchǎng diànyǐng - Завтра в кинотеатре будут показывать фильм. (будут показывать один (раз) фильм).
- 下午我打了一场球。- Днём я поиграл в мяч.

趟 tàng употребляется с глаголами 去 qù, 来 lái — идти, прийти, и вместе с числительным выражает количество повторения этого действия: 
- 去年我去欧洲一趟。 qùnián wǒ qù Ōuzhōu yītàng — В прошлом году я однажды (один раз) ездил в Европу.
- 他今天来了三趟都没有看到你。 tā jīntiān láile sāntàng dōu méiyǒu kàn dào nǐ- Он сегодня приходил три раза и не видел тебя.

遍 biàn выражает действие, которое исполняется от начала до конца, то есть действие, которое имеет некоторую продолжительность во времени. Например, 遍 отличает от 次 тем, что 次 используется для действий мгновенных, у которых нет естественной длительности: （看 kàn «читать», 说 shuō «говорить», 写 xiě «писать», 念 niàn «читать», 听 tīng «слушать», 翻译 fānyì «переводить»）: 
- 这个电影我看了三遍。 zhège diànyǐng wǒ kànle sān biàn - Я трижды пересмотрел этот фильм. (имеется в виду, что фильм был пересмотрен полностью от начала до конца).
- 你把课文从头到尾念一遍。 nǐ bǎ kèwén cóngtóudàowěi niàn yībiàn - Прочитай текст от начала до конца.

番 fān выражает действие, требующее траты времени и сил: 
- 他又调查了一番. tā yòu diàochále yīfān  Он снова провёл исследование.
- 这件事你得好好动一番脑筋才能想出解决的办法。 zhè jiànshì nǐ děi hǎohǎo dòng yīfān nǎojīn cáinéng xiǎng chū jiějuéde bànfǎ — Ты должен хорошо работать головой, обдумывая это дело, и только тогда сможешь принять решение.

## Приложение (Таблица счётных слов существительных)
| Счётное слово                                                   | Существительные |
| 把 bǎ рукоятка                                                  | 刀子 dāozi нож, 尺 chǐ линейка, 牙刷 yáshuā зубная щетка, 梳子 shūzi расчёска, 钥匙 yàoshi ключ, 伞 sǎn зонтик, 椅子 yǐzi стул                                                                                            |
| 把 bǎ пригоршня                                                 | 饼干 bǐnggān печенье |
| 班 bān события происходящие по расписанию, рейсы, уроки         | 火車/火车 рейс поезда, 公交 рейс автобуса, 地鐵/地铁 рейс метро |
| 杯 bēi чашка                                                    | 水 shuǐ вода, 牛奶 niúnǎi молоко, 咖啡 kāfēi кофе, 茶 chá чай, 酒 jiǔ вино |
| 本 běn корень, любая печатная продукция с корешком              | 书 shū книга, 杂志 zázhì журнал, 画报 huàbào иллюстрированный журнал, 词典 cídiǎn словарь, 小说 xiǎoshuō сочинение, 地图 dìtú карта                                                                                       |
| 册(冊) cè собрание книг                                         | 书 shū книга |
| 层 céng слой, этаж                                              | 楼 lóu строение, 台阶 táijiē лестничный пролет, 灰 huī порох, 奶油 nǎiyóu масло, 皮（儿） pír кожа |
| 打 dǎ дюжина                                                    | 一打啤酒 yīdápíjiǔ двенадцать бутылок пива |
| 沓 dá пачки                                                     | 一沓钞票 yīdáchāopiào пачка денег |
| 道 dào длинные изогнутые вещи, ворота, приказы, блюда           | 梁 liáng горная гряда, 河 hé река, 闪电 shǎndiàn вспышка молнии, 泪痕 lèihén ручей слёз, 菜 cài блюдо, 命令 mìnglìng приказ                                                                                               |
| 滴 dī капля                                                     | 水 shuǐ вода, 油 yóu масло, 酒 jiǔ вино, 眼泪 yǎnlèi слеза |
| 点 diǎn точка                                                   | 水 shuǐ, 酒 jiǔ, 东西 dōngxi вещь, 事 shì дело |
| 顶 dǐng для вещей, что на/над головой                           | 帽子 màozi шапка; 雨伞 зонтик |
| 段 duàn отрезок                                                 | 路 lù дорога, 时间 shíjiān время, 文章 wénzhāng статья, 话 huà речь |
| 堆 duī куча                                                     | 东西 dōngxi вещи, 粮食 liángshi зерно, 草 cǎo трава, 木头 mùtou дерево, 煤 méi уголь |
| 对 duì пара противоположных объектов                            | 夫妻 fūqī супруги, 戀人 любовники, 兄妹 брат и сестра, 染色体 пары хромосом |
| 队 duì организованные в ряды, шеренги, очереди группы людей     | 战士 zhànshì воин |
| 顿 dùn приём пищи                                               | 饭 fàn блюдо, 早饭 zǎofàn завтрак |
| 顿 dùn действия без повторения, конфликты                       | 打一顿(ударить разок)，骂一顿(обругать разок), 毒打 dúdǎ избиение, 吵架 chǎojià ссора, 臭骂 chǎomà ругань |
| 朵 duǒ цветок или всё, что похоже на него                       | 花 huā цветок, 云 yún облако |
| 场 cháng осадки, катастрофы                                     | 雪 снег как осадки, 雨 дождь, 大水 потоп, 大火 пожар, 哭 слёзы; 争论 - конфликт, 灾难 катастрофа, 风波 fēngbō волнение, 战争 zhànzhēng война                                                                              |
| 场 chǎng поле, площадь, стадион                                 | 车站 ЖД платформа, 網球 партия в теннис |
| 场 chǎng публичные действа                                      | 电影 кинопоказ, 话剧 театральное представление, 比赛 соревнование, 演唱会 концерт |
| 封 fēng                                                         | 信 xìn письмо, 电报 diànbào телеграмма |
| 副 fù одинаковые предметы, естественно существующие парами      | 手套 shǒutào перчатки, 眼镜 yǎnjìng очки, 一副筷子 пара палочек для еды |
| 个 gè штука (универсален, но стилистически снижен)              | 人 rén человек, 学生 xuésheng студент, 朋友 péngyou друг, 同志 tóngzhì товарищ, 学校 xuéxiào школа, 医院 yīyuàn больница, 国家 guójiā страна, 面包 miànbāo хлеб, 杯子 bēizi чашка, 汉字 hànzì иероглиф, 符号 fúhào символ |
| 根 gēn корень                                                   | 竹子 zhúzi бамбук, 棍子 gùnzi ветка, 针 zhēn иголка |
| 管 guǎn трубка (длинные пустые цилиндрические предметы)         | |
| 架 jià леса, каркас , подпорка, подставка                       | 托架 tuōjià балка, 架桥 jiàqiáo наводить мост, 机器 jīqì механизм, 飞机 fēijī самолет |
| 列 liè ряд, рельсы                                              | 火车 huǒchē поезд |
| 间 jiān пространство                                            | 屋子 wūzi комната, 房子 fángzi дом, 病房 bìngfáng палата |
| 件 jiàn дела, вещь для верхней части тела                       | 衣服 yīfu одежда, 衬衣 chènyī рубашка, 大衣 dàyī пальто, 行李 xíngli багаж, 事情 shìqing дело |
| 届 jiè регулярные запланированные события, встречи, заседания   | 会 huì собрание, 毕业典礼 выпускной, 音乐节 музыкальный фестиваль |
| 克 kè                                                           | 糖 táng сахар, 水果 shuǐguǒ фрукты, 点心 diǎnxin сладости, 金子 jīnzi золото, металл |
| 句 jù предложение                                               | 话 huà речь, 汉语 Hànyǔ китайский язык, 英语 Yīngyǔ английский язык |
| 棵 kē                                                           | 树 shù деревья, 草 cǎo трава, 白菜 báicài китайская капуста |
| 颗 kē маленькая сфера                                           | 星 xīng звезда, 心 xīn сердце |
| 颗 kē для слов с 弹                                             | 子弹 zǐdàn пуля, 核弹 Hédàn ядерная бомба, 导弹 dǎodàn управляемый снаряд, 炸弹 zhàdàn бомба |
| 块 kuài кусок                                                   | 钱 qián деньги, 糖 táng сахар, 面包 miànbāo хлеб, 点心 diǎnxin сладости, 手表 shǒubiǎo наручные часы, 手绢 shǒujuàn носовой платок, 肥皂 féizào мыло, 黑板 hēibǎn классная доска                                          |
| 类 lèi тип                                                      | 人 rén человек, 问题 wèntí вопрос, 事情 shìqing дело |
| 粒 lì зёрнышко                                                  | 米 mǐ рис, 粮食 liángshi пшеница, 种子 zhǒngzi семя, 子弹 zǐdàn пуля, ядро |
| 辆 liàng колёсное средство передвижения                         | 车 chē телега, 汽车 qìchē машина, 自行车 zìxíngchē велосипед, 摩托车 mótuōchē мотоцикл, 坦克 tǎnkè танк |
| 名 míng официальная должность                                   | 学生 xuésheng студент, 记者 jìzhě репортёр |
| 排 pái очередь                                                  | 树 shù деревья, 房子 fángzi дом |
| 批 pī свёрток                                                   | 货 huò товар, 产品 chǎnpǐn продукты |
| 匹 pǐ вьючные животные, свёртки ткани                           | 马 mǎ конь, 布 bù ткань, 绸子 chóuzi шёлк |
| 篇 piān то, что похоже на текстуру                              | 文章 wénzhāng статья (текст статьи как текстура), 论文 lùnwén научная работа |
| 片 piān листок, кусок                                           | 肉 ròu мясо, 面包 miànbāo хлеб, 药 yào лекарство, 草地 cǎodì луг, 树林 shùlín лес |
| 瓶 píng бутылка                                                 | 啤酒 píjiǔ пиво, 香水 xiāngshuǐ духи́ |
| 群 qún толпа                                                    | 孩子 háizi ребёнок, 羊 yáng баран, 鸭 yā утка |
| 首 shǒu макушка                                                 | 歌 gē песня, 诗 shī стих |
| 双 shuāng объекты естественно существующие парами               | 鞋 xié туфли, 袜子 wàzi носки, 筷子 kuàizi палочки для еды, 手 shǒu руки |
| 所 suǒ здания, которые не используются в коммерческих целях     | 学校 xuéxiào учебное заведение, 医院 yīyuàn больница, 监狱 jiānyù тюрьма |
| 台 tái массивный электроприбор                                  | 机器 jīqì механизм, 打字机 dǎzìjī печатная машинка, 电脑 diànnǎo компьютер, 电视机 diànshìjī телевизор, 相机 xiàngjī фотоаппарат                                                                                          |
| 套 tào покрытие, полный комплект                                | 衣服 yīfu одежда, 房子 fángzi дом, 家具 jiājù мебель, 房间 fángjiān комната |
| 条 tiáo длинные гибкие, предметы и животные                     | 鱼 yú рыба, 狗 gǒu собака, 黄瓜 huángguā огурец, 手巾 shǒujīn полотенце, 床单 chuángdān простыня, 船 chuán лодка, 路 lù дорога, 袖子 xiùzi рукав, 腿 tuǐ нога, 裤子 kùzi штаны                                            |
| 条 tiáo слова с 裤, предметы одежды одеваемые через ноги        | 内裤 nèikù нижнее бельё, 三角裤 sānjiǎokù трусы, 游泳裤 yóuyǒngkù - плавки, 短裤 duǎnkù шорты |
| 头 tóu голова, большое одомашненное животное или свирепый зверь | 牛 niú корова, 骆驼 luòtuo верблюд, 老虎 тигр |
| 位 wèi уважаемый                                                | 老人 lǎorén старик, 先生 xiānsheng господин, 专家 zhuānjiā специалист, 英雄 yīngxióng герой, 朋友 péngyou друг, 客人 kèrén гость                                                                                          |
| 项 xiàng вещь                                                   | 任务 rènwu задание, 建议 jiànyì предложение, 工程 gōngchéng проект |
| 张 zhāng лист                                                   | 纸 zhǐ бумага, 报 bào газета, 画儿 huàr картина, 票 piào билет, 邮票 yóupiào марка, 照片 zhàopiàn фотография, 桌子 zhuōzi стол, 床 chuáng кровать, 嘴 zuǐ рот, 脸 liǎn лицо                                               |
| 支 zhī ветка, длинные негибкие, неодушевлённые предметы         | 笔 bǐ кисточка, 钢 gāngbǐ ручка-перо, 铅笔 qiānbǐ карандаш, 粉笔 fěnbǐ мел |
| 只(隻) zhǐ птица, дичь                                          | 鸟 niăo птица, 鸽子gēzi голубь, 鸡 курица, 鸭 yā утка, 鹅 é гусь |
| 只 zhǐ малое животное, насекомое с ногами                       | 猫 māo кошка, 狼 láng волк |
| 只(雙) zhǐ один предмет из пары                                 | 眼睛 yǎnjing глаз, 耳朵 ěrduo ухо, 手 shǒu рука, 脚 jiǎo нога, 手套 shǒutào перчатка,袜子 wàzi носок, 鞋 xié ботинок |
| 只 zhǐ предметы прямоугольной формы                             | 箱子 xiāngzi коробки, чемоданы, 口袋 kǒudài карманы |
| 种 zhǒng вид, тип                                               | 布 bù ткань, 水果 shuǐguǒ фрукты, 蔬菜 shūcài овощи, 事情 shìqing дело, 东西 dōngxi вещи, 人 rén человек, 意见 yìjiàn предложение                                                                                         |
| 座 zuò огромные, недвижимые объекты                             | 山 shān гора, 楼 lóu строение, 城市 chéngshì город, 桥 qiáo мост, 塔 tǎ пагода, 宾馆 bīnguǎn отель, 宫殿 gōngdiàn дворец                                                                                                  |